# Nikola Vukanac
Nikola Vukanac (in serbo Никола Вуканац?; Belgrado, 14 gennaio 1986) è un ex calciatore serbo, di ruolo difensore.

## Carriera
In carriera ha giocato 13 partite di qualificazione alle coppe europee, 5 per la Champions League e 8 per l'Europa League, tutte con il Birkirkara.

## Palmarès

### Club

#### Competizioni nazionali
- Campionato maltese: 2

Birkirkara: 2009-2010, 2012-2013
- Coppa di Malta: 1

Birkirkara: 2014-2015
- Supercoppa di Malta: 2

Birkirkara: 2013, 2014